# Admir Haznadar
Admir Haznadar (Sarajevo, 25 juli 1985) is een Bosnisch/Nederlands voormalig voetballer die als middenvelder speelde.

## Loopbaan
Haznadar speelde tot en met 2005 bij de jeugd van PSV Eindhoven. De linksbuiten speelde vervolgens tot juli 2007 twee seizoen bij KVSK United in de Tweede klasse.
In de zomer van 2007 vertrok hij naar eersteklasser KAA Gent. Bij Gent ondervond Haznadar hinder van blessures en speelde hij niet veel wedstrijden. In de seizoenen 2008/2009 en 2009/2010 speelde Haznadar bij KVK Tienen in de Tweede klasse.
In de zomer van 2010 keerde Haznadar terug naar Nederland. Hij speelde één seizoen bij VV Gemert in de Topklasse. Hij degradeerde met VV Gemert aan het eind van het seizoen 2010/2011.
Haznadar tekende in augustus 2011 een contract voor twee jaar bij KV Turnhout. Met Turnhout komt Haznadar uit in de Derde klasse. Hij speelde hierna nog voor KFC De Kempen, KFC Lille en  Witgoor Sport Dessel.
Hij was Nederlands jeugdinternational en nam deel aan het Europees kampioenschap voetbal onder 16 - 2001.